# Mohamed Kheloufi
Mohamed Rachid Kheloufi (ur. 12 maja 1959 w Algierze) – algierski piłkarz grający na pozycji defensywny pomocnika. W swojej karierze rozegrał 2 mecze w reprezentacji Algierii.

## Kariera klubowa
W swojej karierze piłkarskiej Kheloufi grał w klubie JH Djazaïr.

## Kariera reprezentacyjna
W reprezentacji Algierii Kheloufi zadebiutował w 1982 roku. W tym samym roku powołano go do kadry na Puchar Narodów Afryki 1982. Zagrał na nim w dwóch meczach grupowych: z Zambią (1:0) i z Etiopią (0:0). Z Algierią zajął 4. miejsce w tym turnieju. Mecze w Pucharze Narodów Afryki były jego jedynymi rozegranymi w kadrze narodowej.